# Дискримінант (теорія полів)
Дискримінант системи елементів поля — одна з важливих конструкцій в теорії розширень полів, що є особливо важливою для числових полів і відповідно має широке застосування у алгебричній теорії чисел.

## Означення
Нехай {\displaystyle K} скінченне розширення поля {\displaystyle k} степеня {\displaystyle n}. Відображення {\displaystyle K\times K\to k:(x,y)\to \operatorname {Tr} (x,y)} де {\displaystyle x,y\in K}, a {\displaystyle \operatorname {Tr} } — слід елемента є симетричною білінійною формою на полі {\displaystyle K}, що розглядається як лінійний простір над {\displaystyle k}. Дискримінант цієї білінійної форми  щодо системи елементів {\displaystyle w_{1},...,w_{m}} з {\displaystyle K} називається дискримінантом системи {\displaystyle w_{1},...,w_{m}} і позначається {\displaystyle D(w_{1},...,w_{m})}. Тобто, {\displaystyle D(w_{1},w_{2},\dots ,w_{m}):=\det \left(\mathrm {Tr} (w_{i}\cdot w_{j})\right)}.
Зокрема, якщо зазначена система є базисом {\displaystyle K} над {\displaystyle k}, то її дискримінант називається дискримінантом базиса {\displaystyle K} над {\displaystyle k}. 
Наведені означення можуть бути перенесені також на випадок довільної скінченновимірної асоціативної алгебри над полем на випадок кілець і модулів над ними.

### Поля алгебричних чисел
Нехай {\displaystyle k=\mathbb {Q} } — поле раціональних чисел, {\displaystyle K} — поле алгебричних чисел і {\displaystyle M} — деяка ґратка рангу {\displaystyle n}. Тоді для будь-яких двох базисів ґратки {\displaystyle M} значення дискримінанта є однаковими і це загальне значення дискримінант називається дискримінантом ґратки {\displaystyle M}. 
Якщо {\displaystyle M} є кільцем цілих чисел поля {\displaystyle K}, то дискримінант ґратки {\displaystyle M} називається просто дискримінантом поля {\displaystyle K} і позначається {\displaystyle D_{K}}. Число {\displaystyle D_{K}}, є важливою характеристикою поля {\displaystyle K}.
Зазначене означення дискримінанта ґратки в полі алгебричних чисел може бути узагальнене на випадок, коли {\displaystyle k} — поле часток дедекіндового кільця {\displaystyle A}, a {\displaystyle K} — скінченне сепарабельне розширення поля {\displaystyle k} степеня {\displaystyle n}. Нехай {\displaystyle B} — ціле замикання кільця {\displaystyle A} в {\displaystyle K} і {\displaystyle {\mathfrak {b}}} — довільний дробовий ідеал кільця {\displaystyle B}. Тоді дискримінантом ідеалу {\displaystyle {\mathfrak {b}}} називається {\displaystyle A}-модуль {\displaystyle D({\mathfrak {b}})}, породжений всіма дискримінантами виду {\displaystyle D(w_{1},...,w_{n})}, де {\displaystyle \{w_{1},...,w_{n}\}} пробігає усі базиси поля {\displaystyle K} над {\displaystyle k}, що належать {\displaystyle {\mathfrak {b}}}. {\displaystyle D({\mathfrak {b}})} буде дробовим ідеалом кільця {\displaystyle A}. У випадку {\displaystyle {\mathfrak {b}}=B} для {\displaystyle D(B)} також використовуються позначення {\displaystyle D_{K/k}} і {\displaystyle D_{B/A}}. У цьому випадку {\displaystyle D(B)} є ідеалом кільця {\displaystyle A}.  
Зокрема якщо {\displaystyle A} — кільце головних ідеалів і {\displaystyle {\mathfrak {b}}=B}, то {\displaystyle B} є вільним модулем над {\displaystyle A} розмірності {\displaystyle n} і {\displaystyle D(B)} є головним ідеалом, породженим дискримінантом довільного базиса {\displaystyle B} над {\displaystyle A}. Кожен такий базис є також базисом розширення {\displaystyle K/k} і два такі дискримінанти відрізняються добутком на оборотний елемент, тобто породжують однаковий ідеал. Зокрема це справедливо для {\displaystyle k=\mathbb {Q} } і {\displaystyle A=\mathbb {Z} }. У випадку коли {\displaystyle A} не є кільцем головних ідеалів, {\displaystyle B} може не бути вільним модулем і {\displaystyle D(B)} може не бути головним ідеалом. 

## Властивості
- Дискримінанти двох базисів відрізняються множником, що є квадратом деякого ненульового елемента поля {\displaystyle k}.

Дійсно якщо {\displaystyle w_{1},...,w_{n}} і {\displaystyle z_{1},...,z_{n}} — два такі базиси і {\displaystyle A_{ij}} — матриця переходу між ними, то, {\displaystyle \left(\mathrm {Tr} (w_{i}\cdot w_{j})\right)=A\left(\mathrm {Tr} (z_{i}\cdot z_{j})\right)A^{T}}. Тому з властивостей визначника випливає, що {\displaystyle D(w_{1},...,w_{n})=(\det(A))^{2}D(z_{1},...,z_{n})}.
- Дискримінант будь-якого базису{\displaystyle K} над {\displaystyle k} не дорівнює нулю тоді і тільки тоді, коли розширення {\displaystyle K/k} є сепарабельним.
- Якщо {\displaystyle f_{x}(t)} — многочлен степеня {\displaystyle m}, що є мінімальним многочленом елемента {\displaystyle x} із сепарабельного розширення {\displaystyle K/k}, то {\displaystyle D(1,x,x^{2},...,x^{m})} збігається із стандартним дискримінантом многочлена {\displaystyle f_{x}(t)}.
- У разі сепарабельного розширення {\displaystyle K/k} дискримінант базиса {\displaystyle w_{1},...,w_{n}} може бути обчислений за формулою

{\displaystyle \Delta (w_{1},...,w_{n})=\left(\operatorname {det} \left({\begin{array}{cccc}\sigma _{1}(w_{1})&\sigma _{1}(w_{2})&\cdots &\sigma _{1}(w_{n})\\\sigma _{2}(w_{1})&\ddots &&\vdots \\\vdots &&\ddots &\vdots \\\sigma _{n}(w_{1})&\cdots &\cdots &\sigma _{n}(w_{n})\end{array}}\right)\right)^{2}.}
де {\displaystyle \sigma _{1},...,\sigma _{n}} — усі різні вкладення {\displaystyle K} у фіксоване алгебричне замикання поля {\displaystyle k}, що залишають нерухомими елементи {\displaystyle k}.

### Дискримінанти числового поля
- Теорема Бриля: Знак дискримінанта числового поля є рівним {\displaystyle (-1)^{r_{2}}} де {\displaystyle r_{2}} є кількістю спряжених пар вкладень {\displaystyle K} у поле комплексних чисел.
- Просте число {\displaystyle p} розгалужується у {\displaystyle K} якщо і тільки якщо {\displaystyle p} ділить {\displaystyle D_{K}}.
- Теорема Штікельбергера:

{\displaystyle \Delta _{K}\equiv 0{\text{ or }}1{\pmod {4}}.}
- Обмеження Мінковського: Нехай {\displaystyle n} — степінь розширення {\displaystyle K/\mathbb {Q} } і {\displaystyle r_{2}} — кількість спряжених пар вкладень {\displaystyle K} у поле комплексних чисел. Тоді

{\displaystyle |\Delta _{K}|^{1/2}\geq {\frac {n^{n}}{n!}}\left({\frac {\pi }{4}}\right)^{r_{2}}\geq {\frac {n^{n}}{n!}}\left({\frac {\pi }{4}}\right)^{n/2}.}
- Теорема Мінковського: Якщо {\displaystyle K} не є рівним {\displaystyle \mathbb {Q} }, то {\displaystyle |D_{K}|>1}.
- Теорема Ерміта — Мінковського:Нехай {\displaystyle N} — додатне ціле число. Тоді існує лише скінченна кількість (з точністю до ізоморфізму) алгебричних числових полів {\displaystyle K} для яких {\displaystyle |D_{K}|\leqslant N}.
- Якщо {\displaystyle r_{1},r_{2}} — кількість дійсних і спряжених пар комплексних вкладень. Тоді

{\displaystyle \lim _{q\to 1^{+}}(q-1)\zeta _{k}(q)={\frac {2^{r_{1}+r_{2}}\pi ^{r_{2}}R}{m{\sqrt {|}}D_{K}|}}h}
де {\displaystyle \zeta _{k}(q)} — дзета-функція Дедекінда, {\displaystyle h} — порядок групи класів ідеалів, {\displaystyle R} — регулятор поля {\displaystyle K} і {\displaystyle m} — кількість коренів з одиниці в полі {\displaystyle K}.

### Дискримінанти дробових ідеалів і скінченних розширень кілець Дедекінда
Тут всюди {\displaystyle A} — кільце дедекінда з полем часток {\displaystyle k}, {\displaystyle K} — скінченне сепарабельне розширення поля {\displaystyle k} степеня {\displaystyle n}, {\displaystyle B} — ціле замикання кільця {\displaystyle A} в {\displaystyle K} і {\displaystyle {\mathfrak {b}}} — довільний дробовий ідеал кільця {\displaystyle B}.
- {\displaystyle D({\mathfrak {b}})} є дробовим ідеалом кільця {\displaystyle A} і має місце рівність {\displaystyle D({\mathfrak {b}})=N({\mathfrak {b}})2D(B)}, де {\displaystyle N({\mathfrak {b}})} — норма ідеалу {\displaystyle {\mathfrak {b}}}.
- Дискримінант {\displaystyle D(B)} збігається з нормою диферента кільця {\displaystyle B} над {\displaystyle A}.
- Якщо {\displaystyle S\subset A} — мультиплікативна підмножина то {\displaystyle D_{B_{S}/A_{S}}=(D_{B/A})_{S}}, де {\displaystyle S} у нижньому індексі позначає локалізацію по мультиплікативній системі.

## Приклади
- Квадратичні поля: нехай {\displaystyle d} вільне від квадратів ціле число. Тоді дискримінант поля {\displaystyle K=\mathbf {Q} ({\sqrt {d}})} є рівним

{\displaystyle D_{K}=\left\{{\begin{array}{ll}d&d\equiv 1{\pmod {4}}\\4d&d\equiv 2,3{\pmod {4}}.\\\end{array}}\right.}
- Кругові поля: нехай {\displaystyle n>2} — ціле число і {\displaystyle K_{n}=\mathbb {Q} (\zeta _{n}),} — n-не кругове поле. Дискримінант цього поля є рівним

{\displaystyle D_{K_{n}}=(-1)^{\varphi (n)/2}{\frac {n^{\varphi (n)}}{\displaystyle \prod _{p|n}p^{\varphi (n)/(p-1)}}}}
де {\displaystyle \varphi (n)} — функція Ейлера і добуток береться по всіх простих числах, що ділять {\displaystyle n}.